# A Symbolic Analysis of Relay and Switching Circuits
A Symbolic Analysis of Relay and Switching Circuits ("Uma análise simbólica de relés e circuitos de comutação") é o título de uma tese de mestrado escrita pelo pioneiro da ciência da computação Claude E. Shannon enquanto frequentava o Massachusetts Institute of Technology (MIT) em 1937. Em sua tese, Shannon, um a Universidade de Michigan, provou que a álgebra booleana poderia ser usada para simplificar o arranjo dos relés que eram os blocos de construção das centrais telefônicas automáticas eletromecânicas da época. Shannon passou a provar que também deveria ser possível usar arranjos de relés para resolver problemas de álgebra booleana.
A utilização das propriedades binárias de chaves elétricas para realizar funções lógicas é o conceito básico que fundamenta todos os projetos de computadores digitais eletrônicos. A tese de Shannon tornou-se a base do projeto prático de circuitos digitais quando se tornou amplamente conhecida entre a comunidade de engenharia elétrica durante e após a Segunda Guerra Mundial. Na época, os métodos empregados para projetar circuitos lógicos eram de natureza ad hoc e careciam da disciplina teórica que o artigo de Shannon forneceu para projetos posteriores.
O psicólogo Howard Gardner descreveu a tese de Shannon como "possivelmente a tese de mestrado mais importante e também a mais famosa do século".  Uma versão do artigo foi publicada na edição de 1938 das Transactions of the American Institute of Electrical Engineers, e em 1940, rendeu a Shannon o Prêmio Alfred Noble American Institute of American Engineers.